# Capitão América: Guerra Civil
Captain America: Civil War (bra/prt: Capitão América: Guerra Civil) é um filme estadunidense de super-herói de 2016, produzido pela Marvel Studios e distribuído pela Walt Disney Studios Motion Pictures. É a sequência de Captain America: The Winter Soldier, de 2014, sendo a terceira produção solo do personagem iniciado com Capitão América: O Primeiro Vingador em 2011, além de ser o décimo terceiro filme do Universo Cinematográfico Marvel. O filme é dirigido por Anthony e Joe Russo, com roteiro de Christopher Markus e Stephen McFeely, e apresenta um elenco que inclui Chris Evans, Robert Downey Jr., Scarlett Johansson, Sebastian Stan, Anthony Mackie, Emily VanCamp, Don Cheadle, Jeremy Renner, Chadwick Boseman, Paul Bettany, Elizabeth Olsen, Paul Rudd, Tom Holland, Frank Grillo, Daniel Brühl e William Hurt. No filme, o Capitão América lidera os Vingadores e continuam a proteger o mundo, mas a equipe sofre danos colaterais. Com o aumento da pressão política que resulta na instituição de um sistema de responsabilidade e conselho governamental para determinar quando solicitar os serviços da equipe. Isto faz com que a equipe se divida — uma liderada por Steve Rogers e outra por Tony Stark.
O desenvolvimento do filme começou no final de 2013, quando Markus e McFeely começaram a escrever o roteiro que possui conceitos das histórias em quadrinhos que envolve Guerra Civil (2006) escrita por Mark Millar e desenhada por Steve McNiven. Os irmãos Russo foram contratados novamente no inicio de 2014, após reações positivas nas exibições testes de Capitão América 2: O Soldado Invernal. O título do filme foi revelado em outubro de 2014 e Downey foi adicionado ao elenco, com membros adicionais aderindo o elenco meses seguintes. As filmagens principais iniciaram em abril de 2015, em Atlanta e foram concluídas em agosto de 2015, em Berlim.
Capitão América: Guerra Civil realizou sua estreia mundial no Dolby Theatre em Los Angeles no dia 12 de abril de 2016, e foi lançado nos Estados Unidos em 6 de maio de 2016, em 3D e IMAX 3D. Tornou-se um grande sucesso de bilheteria e crítica, arrecadando mais de 1,1 bilhão de dólares mundialmente, conquistando a maior bilheteria de 2016 e ocupando a 29.ª posição de filme de maior bilheteria de todos os tempos. É o quarto título do Universo Cinematográfico Marvel a ultrapassar a marca do bilhão, depois de The Avengers, Homem de Ferro 3 e Avengers: Age of Ultron.

## Enredo
Em 1991 (ano da extinção da União Soviética), na Sibéria, a Hidra acorda Bucky Barnes, o Soldado Invernal, e o envia em uma missão com objetivo de abordar um veículo e roubar amostras do Soro Super Soldado.
Nos dias atuais, em Lagos, Nigéria, os Vingadores - Steve Rogers, Natasha Romanoff, Sam Wilson e Wanda Maximoff - impedem Brock Rumlow de roubar uma arma biológica na IFID. Derrotado pela equipe, o vilão aciona uma bomba acoplada nele mesmo com fim de se matar e levar quem está ao seu redor junto, incluindo o Capitão América. Em uma tentativa de impedir o ato, Wanda usa seus poderes para levitar o vilão, que acaba por explodir em um prédio cheio de civis, incluindo um grupo diplomático da nação de Wakanda. O acidente tem grande repercussão negativa mundialmente, o que abala a equipe. Enquanto isso, em uma apresentação no MIT, Tony Stark é abordado por uma agente do governo cujo filho morreu em Sokovia.
No general dos Vingadores, o Secretário de Estado Thunderbolt Ross informa ao grupo que a Organização das Nações Unidas preparou uma lei para regulamentar os heróis, o "Tratado de Sokovia", aprovado por 117  países, estabelece um painel que seria responsável por controlar os heróis, decidindo quando eles deveriam agir ou não. Então a equipe se divide: Stark, que se sente culpado pela criação do Ultron e dos acontecimentos em Sokovia, apoia o acordo, bem como Romanoff, James Rhodes e Visão, enquanto Steve e Wilson discordam que esse seja o melhor para a equipe. Pouco depois, Steve viaja a Londres para o funeral de Peggy Carter. Logo em seguida, em uma conferência da ONU em Viena, o Tratado está a ser ratificado, quando uma bomba mata o Rei T'Chaka, de Wakanda, e um vídeo de segurança mostra o responsável foi Bucky. Furioso, o filho do rei T'Chaka e novo rei de Wakanda, T'Challa, jura matar Bucky para vingar seu pai.
Com a ajuda de Sharon Carter, Steve e Sam vão até Bucareste em busca do Soldado Invernal antes que as autoridades o matem, desobedecendo as novas normas estipuladas pelo Tratado. O Capitão aborda seu antigo amigo e ele alega não ser o responsável pela explosão na ONU. Os dois conversam pouco, pois são atacados por uma equipe especial enviada para matar Bucky. Steve e Bucky entram em combate com os agentes ao mesmo tempo em que Steve tenta convencer seu amigo a vir com ele. T'Challa logo chega em seu traje de Pantera Negra e confonta Barnes, que é ajudado por Steve e Sam. Segue-se uma perseguição pelas ruas da cidade até que Rhodes chega com agentes do governo e prende os quatro indivíduos. Em Berlim, eles são levados a Everett Ross, chefe da força tarefa responsável pela captura de Barnes, onde Stark e Romanoff explicam que Steve e Sam agora são considerados criminosos. Pouco depois, a instalação é atacada por Helmut Zemo, que, conhecendo os métodos de lavagem cerebral que a Hidra usou em Barnes, ativa o Soldado Invernal, o qual ataca vários agentes enquanto foge. Por fim, Bucky tenta escapar em um helicóptero, mas é impedido por Steve que o captura com a ajuda de Wilson. Depois de recuperar seus sentidos, Bucky explica a Steve que, em uma base da Hidra na Sibéria, foram criados outros super soldados iguais a ele, e que Zemo pretende libertá-los e usá-los para seus próprios interesses. Sabendo que precisarão de ajuda, Steve e Wilson entram em contato com Clint Barton e Scott Lang.
Enquanto isso, Ross dá a Stark 36 horas para capturar os renegados. Natasha pede a ajuda de T'Challa enquanto Tony pede ajuda ao jovem Peter Parker / Homem-Aranha. No complexo dos Vingadores, Wanda está sob contenção de Visão por ordens de Tony, que acredita que ela seja perigosa demais para estar livre entre civis, mas Barton a convoca para ajudar Steve e, após subjulgar Visão, ela foge da base com Barton. A equipe de Steve se reúne em um aeroporto em Berlin e o Capitão explica seu plano para deter os Soldados Invernais. A equipe de Tony chega e começa um grande embate entra as equipes. Sabendo que o verdadeiro objetivo era deter Zemo, a equipe de Steve decide criar uma distração para que Steve e Bucky possam escapar. A dupla rouba o Quinjet e, com a ajuda de Natasha, que muda de lado na última hora, decolam do aeroporto. Rhodes tenta derrubar o jato, mas é perseguido por Wilson e, ao pedir ajuda a Visão, Rhodes acaba sendo atingido pelo colega e cai. Os aliados de Steve são capturados enquanto Rhodes é socorrido, mas fica paraplégico.
Investigando mais a fundo a explosão na ONU, Stark descobre que o verdadeiro responsável foi Zemo e que ele incriminou Barnes propositalmente. Na prisão Balsa, onde os aliados de Rogers foram aprisionados, Tony conversa com Wilson e o convence a revelar o destino de Steve a fim de ir lá para ajudá-lo a deter Zemo. Stark parte para a Sibéria, sem saber que está sendo seguido por T'Challa. Na base na Sibéria, Steve e Bucky dão uma trégua ao Homem de Ferro, e juntos eles abordam Zemo. Porém, eles descobrem que o vilão já tinha matado os Soldados Invernais, pois seu verdadeiro plano não era usá-los e sim atrair os Vingadores até o local. Zemo mostra uma gravação da missão de Bucky em 1991, revelando que o carro era pilotado por Howard Stark e sua esposa, os pais de Tony, e que ambos foram mortos por Bucky. Stark descobre também que Steve sabia disso, mas escolheu não lhe contar a verdade. O plano de Zemo era, na verdade, dividir os Vingadores, fazendo-os brigarem entre si e se destruírem. O plano funciona e Stark tenta matar Bucky, que é defendido por Steve e Stark é forçado a enfrentar os dois. Zemo tenta fugir mas é capturado por T'Challa, agora ciente de que ele é o verdadeiro responsável pela morte de seu pai e Zemo lhe explica que perdeu sua família em Sokovia e desde então dedica-se a destruir a equipe. De volta ao combate entre Steve, Bucky e Tony; Stark nocauteia Bucky e arranca seu braço metálico, mas Steve continua lutando até conseguir atingir o reator da armadura de Tony, derrotando-o. Steve parte com Bucky, mas deixa para trás seu escudo após Tony lembrá-lo de que foi seu pai quem fez aquele escudo. O embate marca a separação definitiva de Steve e Tony. De volta ao complexo dos Vingadores, Tony cuida da recuperação de Rhodes com pernas sintéticas. Ele recebe uma carta de Steve se desculpando por ter omitido a verdade sobre o assassinato de seus pais. Enquanto isso, Steve ajuda seus aliados a escaparem da prisão da Balsa e Ross liga imediatamente para Stark, que, porém, ignora a ligação.
Na primeira cena pós-créditos, T'Challa dá asilo a Bucky em Wakanda, que se congela para não causar mais problemas. Na segunda cena pós-créditos, Peter Parker está analisando o seu lançador de teia e ao apertar em um botão, ele vê uma silhueta com o formato da máscara do Homem-Aranha sendo refletida no teto de seu quarto.

## Elenco e personagens
- Chris Evans como Steve Rogers / Capitão América:
Steve Rogers está liderando a nova equipe dos Vingadores em missões para proteger a humanidade, mas quando os danos colaterais geram uma supervisão governamental, Steve rejeita o regulamento em oposição a aliança de Tony Stark. Com os Vingadores divididos, Steve segue a própria agente, saindo dos limites da lei para salvar e defender seu melhor amigo Bucky Barnes, o infame Soldado Invernal.

- Robert Downey, Jr como Tony Stark / Homem de Ferro:
Tony Stark agora é um homem diferente (fez uma avaliação honesta dos recentes acontecimentos com Ultron) e, em uma reviravolta chocante, está de acordo com os Vingadores. Este movimento coloca o Homem de Ferro contra o Capitão América em um nivel político, mas seu conflito pessoal é mais profundo -  indo por um caminho mais perigoso do que qualquer um jamais poderia imaginar.

- Scarlett Johansson como  Natasha Romanoff / Viúva Negra:
Apesar de sua lealdade e amizade com Rogers, Natasha não concorda com a sua posição e em um movimento surpresa se junta a equipe de Stark em apoio à supervisão governamental. Sempre estratégica em seu pensamento e heróica em suas ações, ela é um ativo que Tony precisa - mas que ele não pode controlar.

- Sebastian Stan como  Bucky Barnes / Soldado Invernal:
Bucky reaparece, desta vez com mais memórias de seu passado e com a esperança de compensar suas ações perigosas. Ele confia em Steve e, embora não esteja inicialmente no jogo de Vingador vs Vingador, ele se alia ao seu antigo companheiro de guerra contra o Homem de Ferro em busca de sua própria redenção.

- Elizabeth Olsen como Wanda Maximoff:
Com seus poderes de manipulação mental e telecinese, Wanda traz uma nova dimensão para a equipe recém-formada de Vingadores. Conforme ela começa a sentir que não é mais uma estranha, Wanda passa a não ver com bons olhos a controvérsia sobre a regulamentação do governo sobre os Vingadores. Seguindo o Gavião Arqueiro, a Vingadora sabe que ele sempre irá protegê-lá. Wanda se junta a equipe do Capitão.

- Anthony Mackie como Sam Wilson / Falcão:
Falcão é agora um Vingador e ferozmente leal a Steve e sua equipe. Ficar em oposição ao governo e a Tony Stark não representa qualquer problema para o Vingador alado.

- Chadwick Boseman como T'Challa / Pantera Negra:
O pai de T'Challa, T'Chaka, o Rei de Wakanda, junta-se às fileiras dos que apoiam a regulamentação do governo depois que cidadãos inocentes foram vítimas colaterais da missão dos Vingadores. Mas quando as coisas ficam feias, T'Challa deve se revelar como o Pantera Negra e seguir o seu próprio caminho. Com seus próprios objetivos, o Pantera Negra se alia com o Homem de Ferro para atingir uma meta profundamente pessoal.

- Jeremy Renner como Clint Barton / Gavião Arqueiro:
Arrastado para fora da aposentadoria para ficar do lado de Rogers, o Gavião Arqueiro traz suas habilidades de arco e flecha junto com algumas novas armas para a luta. Um militar por completo, ele não tem qualquer utilidade para a política. Ele está na equipe do Capitão a qualquer custo - contra qualquer um, até seus amigos mais próximos.

- Paul Rudd como Scott Lang / Homem-Formiga:
Depois que um recente encontro com o Falcão colocou Lang na lista de espera dos Vingadores, Sam Wilson recruta o Homem-Formiga para a equipe de Steve. Sua capacidade de diminuir de tamanho pode causar estragos contra um adversário mais poderoso, mesmo que ele fique pulando de alegria na presença do Capitão América.

- Tom Holland como Peter Parker / Homem-Aranha:
Recrutado pessoalmente por Tony Stark, o adolescente Peter Parker, também conhecido com Homem-Aranha, traz sua energia juvenil e habilidades excepcionais - embora não totalmente dominadas - para a equipe do Homem de Ferro.

- Emily VanCamp como Sharon Carter / Agente 13:
A sua tia, Peggy Carter, foi uma das criadoras da S.H.I.E.L.D., mas depois que a H.I.D.R.A. invade a S.H.I.E.L.D., Sharon Carter passa a trabalhar para o governo/CIA e aceita regulamentar os heróis, mas a sua lealdade a Steve não vai deixar que ela faça isso.

- Don Cheadle como James "Rhodey" Rhodes / Máquina de Combate:
A amizade de Rhodes com Tony Stark caminha lado a lado com a sua lealdade ao seu país como o Vingador conhecido como Máquina de Combate - o protetor criado por Tony. Como um militar, Rhodes concorda com Stark a favor da regulamentação governamental e traz o Máquina de Combate para o lado do Homem de Ferro na luta.

- Paul Bettany como Visão:
Desde sua das ideias de Tony Stark na batalha contra Ultron, o Visão foi aceito como membro da equipe dos Vingadores, mas ele ainda está tentando encontrar o equilíbrio no mundo humano e compreender a extensão de seu poder aparentemente ilimitado. Ele se alia com Tony no conflito, pois acredita que, logicamente, é a forma mais segura de proteger o mundo.

- John Kani como T'Chaka:
O rei de Wakanda, T'Chaka, apóia a regulamentação governamental, depois que uma missão dos Vingadores geram danos colaterais, mas sua posição leva a um fim trágico.

- Daniel Brühl como Helmut Zemo:
A família de Zemo foi morta durante a luta dos Vingadores e Ultron. E, acreditando que não é forte o bastante para lutar com eles, Zemo decide então usar sua inteligência como forma de ferir os heróis.

- William Hurt como Thadeus "Thunderbolt" Ross:
Thadeus Ross volta desde os eventos de O Incrível Hulk (2008), desta vez como Secretário de Estado e apoiando a Organização das Nações Unidas (ONU). Ele decide entregar aos Vingadores o "Acordo de Sokovia", para que eles sejam controlados pelo governo e não ajam com tantos poderes sem supervisão.

- Marisa Tomei como May Parker: A tia de Peter Parker e esposa viúva do falecido Ben Parker, tio de Peter Parker.

- Frank Grillo como Brock Rumlow / Ossos Cruzados:
Depois de uma nave da S.H.I.E.L.D. cair em um prédio aonde ele estava e ficar com a cara deformada, Brock Rumlow agora é um vilão e odeia os Vingadores principalmente o Capitão América. Mas sua meta de vingança contra Steve, pode causar muitas consequências.

- Martin Freeman como Everett K. Ross: Líder do governo e chefe de Sharon Carter, Everett Ross chegou para regulamentar os Vingadores.

Respectivamente, retornam para os seus papéis Kerry Condon dando voz à S.E.X.T.A.-F.E.I.R.A. e John Slattery como Howard Stark. Juntam-se ao elenco Alfre Woodard como Miriam Sharpe, Jim Rash tem uma participação como um reitor do MIT e Hope Davis interpreta a mãe de Tony Stark, Maria Stark. Joe Russo e Stan Lee fazem um cameo como o homem morto por Zemo, e um entregador do FEDEX, respectivamente.

## Produção

### Desenvolvimento
Esta é a Guerra Civil do Universo Cinematográfico, que será muito inspirada pela "Guerra Civil" do universo cômico, mas temos uma continuidade muito diferente ... Não se trata da identidade secreta, tanto quanto é sobre, em geral, quem relata quem e quem pode concordar com um comitê de supervisão. Porque a partir de agora, em Age of Ultron, não há mais conselho de segurança, não há SHIELD, obviamente. Stark está pagando pelos Vingadores, o Capitão América está executando, e ocorrem coisas que irão fazer com que os governos comecem a questionar.

—Kevin Feige, presidente da Marvel Studios
Em janeiro de 2014, Anthony e Joe Russo tinham assinado para voltar a dirigir um terceiro filme de Capitão América. E em março de 2014, foi confirmado Chris Evans voltando como Capitão, Kevin Feige produzindo, e Christopher Markus e Stephen McFeely retornando para escrever o roteiro. Markus e McFeely revelou que eles começaram a trabalhar no roteiro, no final de 2013, enquanto os Irmãos Russo entraram para trabalhar em desenhos de pré-produção em fevereiro de 2014. A recontratação dos diretores, três meses antes do lançamento de Captain America: The Winter Soldier, veio como resultado das exibições testes com recepções positivas do público e dos executivos da Marvel.
Em uma entrevista em abril de 2014, Joe Russo descreveu o projeto como uma continuação de onde parou a história de The Winter Soldier. "O que é agradável sobre o filme é que... possui duas partes, há um caminho que The Winter Soldier ainda não concluiu. O próximo filme, logicamente, vai querer completar esta jornada". Também em abril, a Marvel anunciou uma data de lançamento para 6 de maio de 2016, e Trent Opaloch, que era diretor de fotografia do filme anterior, estaria retornando para sequência. Em julho de 2014, Markus e McFeely afirmaram que estavam no meio de um primeiro enredo do filme, e as filmagens foram previstas para iniciar em abril de 2015. No mês seguinte, eles afirmaram que estavam levando em possibilidade tornar o tom do filme "uma fusão" entre os tons de O Primeiro Vingador e The Winter Soldier.
Em agosto de 2014, os irmãos Russo afirmaram que a trama do longa se ambientaria "um par de anos após O Soldado Invernal e continuaram a centralizar na relação entre Steve Rogers e Bucky Barnes, explorando também os temas políticos relacionados a Capitão América. O personagem foi inventado por um propósito explicitamente político, então é difícil fugir dessa natureza", disse Anthony Russo. Russo também relatou que eles "trariam alguns novos elementos à composição que dará uma reviravolta na trama de O Soldado Invernal". Também em agosto, os Russo reiteraram que as filmagens estavam previstas para iniciar em abril de 2015, e indicando que tomaria lugar em Atlanta, enquanto Markus e McFeely havia apresentado um primeiro rascunho do roteiro que os deixaram em "êxtase". Em setembro de 2014, Joe relatou que o filme teria uma outra "grande ideia que alteraria todo o universo Marvel, de alguma forma", comparando o que aconteceu em O Soldado Invernal com a queda da S.H.I.E.L.D., com o restante do filme, como história, personagens e o tom, deixando em aberto para interpretação.

### Pré-produção
Até outubro de 2014, Robert Downey Jr. tinha entrado em negociações finais para reprisar seu papel como Tony Stark no longa. Downey foi adicionado a fim de adaptar o enredo das HQ's da grande saga  "Guerra Civil"  — lançados de 2006 à 2007 —, que opôs Homem de Ferro contra o Capitão América. No final do mês, foi confirmado que Sebastian Stan retornaria como Bucky Barnes, e alguns dias depois, a Marvel revelou que o filme seria intitulado Capitão América: Guerra Civil, confirmando a presença de Robert Downey Jr e anunciando que Chadwick Boseman iria aparecer no filme como Pantera Negra, sendo apresentado ao público antes de seu filme solo. Feige confirmou também que o filme seria o primeiro na Terceira Fase no Universo Cinematográfico Marvel.
McFeely disse que a ideia de basear o filme em "Guerra Civil" tinha ficado "em um 'tira, põe' por um grande tempo" na Marvel Studios, explicando "é um grande desafio fazer isto, e ter certeza que todos os personagens estabelecidos estejam corretos e soem corretos. Porque tem uma grande diferença com os personagens de Guerra Civil, que foi escrito em 2006, 2007. Não havia um Robert Downey Jr. ou Chris Evans que ajudou a criar o personagem, então temos que ter certeza de que isso seja adaptado e que as motivações fiquem reais para esses personagens". Joe Russo acrescentou que a "essência" dos quadrinhos da Guerra Civil foi usada, como o "conceito de registro, a noção de que os heróis precisam ser monitorados ou controlados, porque o seu poder pode ser assustador" foi aplicado. Anthony Russo relatou que "o registro dos heróis envolve questões políticas, e nós não queremos que o conflito só fique restrito a isso. Nós queríamos descobrir razões muito pessoais, por que o relacionamento de todos para com essa ideia de registro vai torná-los mais complicados. Isso é o que a relação entre Steve e Bucky nos permitiu fazer chegar a uma relação pessoal com eles".
Em novembro de 2014, Daniel Brühl foi escalado para um papel não especificado, enquanto Anthony Mackie e Frank Grillo foram confirmados para retornar como Falcão e Brock Rumlow / Ossos Cruzados, respectivamente. Em novembro de 2014, hackers invadiram os sistemas da Sony Pictures, e e-mails entre o co-presidente Amy Pascal da Sony Pictures Entertainment e o presidente da companhia Doug Belgrad foram vazados, afirmando que a Marvel queria incluir Homem-Aranha — cujo direitos cinematográficos são de propriedade da Sony —, em Capitão América: Guerra Civil. No entanto, as conversações entre os estúdios, em seguida, foram "rompidas". Eventualmente, Sony Picture e Marvel Studios chegaram a um acordo de licenciamento para o uso do Homem-Aranha em três filmes solo do MCU e aparições em três outros filmes do UCM em fevereiro de 2015, a aparição do Homem-Aranha seria um segundo reboot da série de filmes Homem-Aranha após a demissão de Andrew Garfield do papel de Peter Parker e relatórios indicaram que o personagem teria de fato presença em Guerra Civil.
Em janeiro de 2015, Mackie revelou que, além de Atlanta, locações incluiriam Porto Rico e Berlim, enquanto os Irmãos Russo confirmaram que Scarlett Johansson voltaria como Viúva Negra. No final do mês, o editor do filme Jeffrey Ford, que trabalhou no The Winter Soldier, assinou contrato para retornar. Em março de 2015, Jeremy Renner finalizou suas negociações e foi revelado para reprisar seu papel como Gavião Arqueiro. Em abril de 2015, foi revelado que o filme seria convertido para 3D na pós-produção, e que Daniel Brühl interpretaria Barão Zemo.

### Filmagens

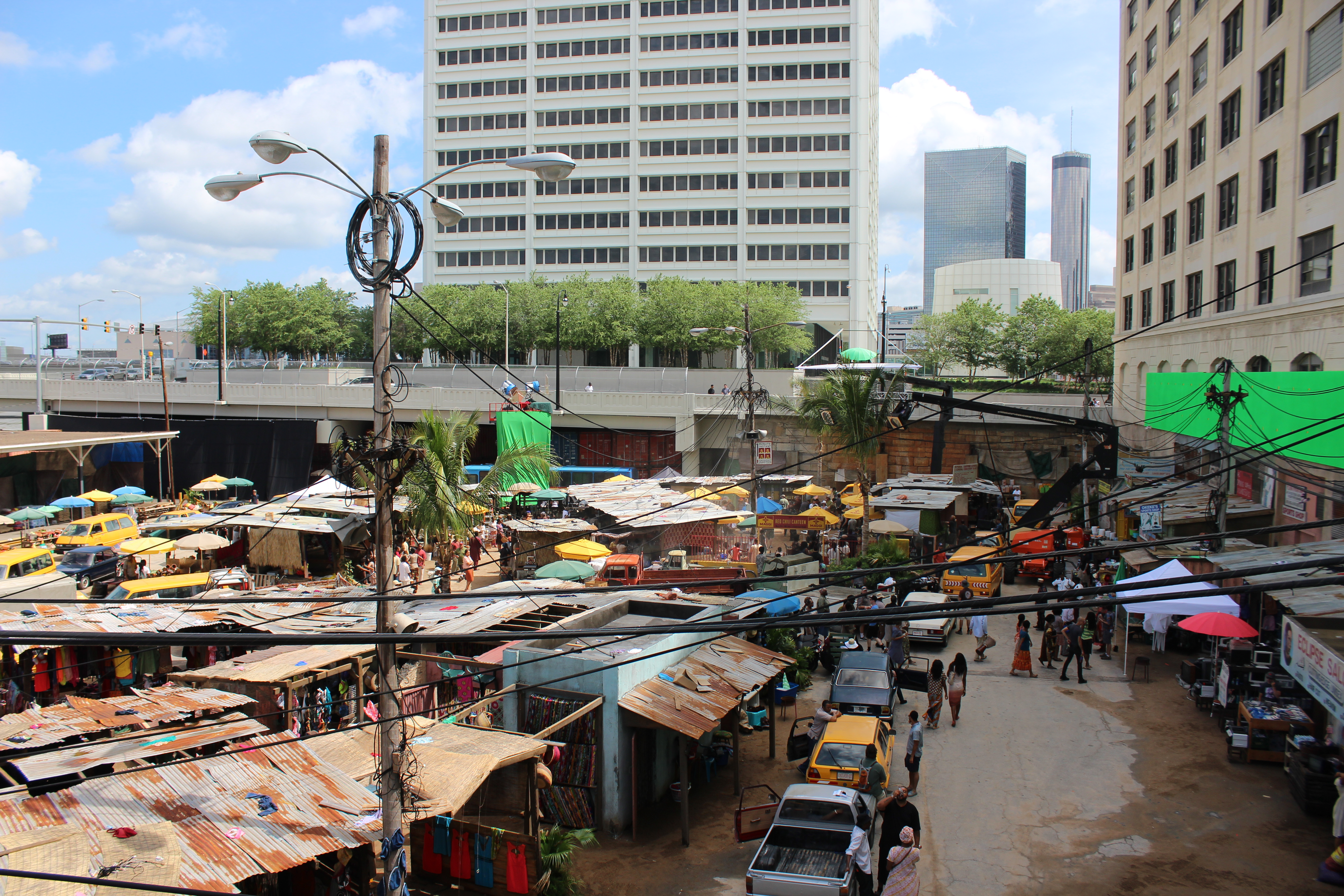
Set de Lagos (Nigéria), ambientação construída em Downtown Atlanta.

As filmagens iniciaram em 27 de abril de 2015 no Condado de Fayette nos Estúgios Pinewood, sob o título de trabalho Sputnik. Outros locais de filmagem na área metropolitana de Atlanta inclui o distrito Buckhead, a Igreja Cristã Peachtree em Midtown Atlanta, Downtown Atlanta e Norcross, Georgia. Filmagens adicionais também foram agendadas para ter lugar em Porto Rico e a Islândia. Capitão América: Guerra Civil foi o primeiro filme a usar câmeras digitais da IMAX 2D, feito em parceria com a Arri — uma fornecedora mundial em equipamentos cinematográficos. De acordo com Joe Russo, cerca de quinze minutos do filme, incluindo uma sequência "de certa importância incrível", foi filmada com as câmeras.
Após a revelação do elenco completo do filme, os sites especializados em cinema e os fãs começaram a se referir ao filme como "Vingadores 2.5", dada a variedade e natureza do conjunto de elenco, normalmente reservados para os filmes dos Vingadores, eo fato de que o filme não parecia mais como um filme centralizado em Capitão América, como em The Winter Soldier. Em resposta a isso, Feige disse: "O que é divertido sobre Guerra Civil é que, como você sabe da história dos quadrinhos, é uma história muito simples. E isso realmente tem que ser, para acomodar os muitos jogadores neste jogo. É muito mais um filme do Capitão América e é muito mais uma sequência de The Winter Soldier de maneira que eu não acho que as pessoas vão esperar. É uma estrutura muito simples que permite que você tenha essas interações de personagens incríveis de uma forma que eu não acho que não irá torna-se irresistível." Feige revelou também que Hope van Dyne estava em um esboço inicial do filme, depois de receber o traje de Vespa em Homem-Formiga (2015), mas foi cortado porque "há tantos personagens na Guerra Civil que nós não queremos fazer um desserviço a ela", dizendo que Marvel Studios não gostaria de coloca-la "durante menos de um segundo pela primeira vez. Queremos uma dinâmica maior, e isto será feito no futuro".
No final de maio, os irmãos Russo, juntamente com Feige e Pascal, realizaram um teste de elenco em Atlanta com os seis atores adolescentes cotados para receberem o papel do Homem-Aranha. A sessão de teste contou com contracenação com Downey e Evans para os executivos examinar a "química" entre os atores. Tom Holland foi escalado para interpretar Homem-Aranha em Guerra Civil e em um filme solo com lançamento previsto para 2017. Após cinco meses de filmagens, Capitão América: Guerra Civil finalizou as gravações principais no fim de agosto de 2015. Os anúncios de fim de filmagem foram feitos em redes sociais, e houve uma comemoração do elenco em Berlim.

## Lançamento
Capitão América: Guerra Civil foi programado para ser lançado nos cinemas do Brasil em 28 de abril de 2016, no Reino Unido em 29 de abril, seguido por um lançamento na América do Norte em 6 de maio em 3D e IMAX 3D. Em setembro de 2014, o canal de televisão por assinatura TNT adquiriu os direitos de transmissão de Capitão América: Guerra Civil, dois anos antes de seu lançamento.

### Divulgação
Na edição 2015 do evento Licensing International Expo, a Marvel anunciou que faria novas parcerias com empresas licenciadas, incluindo Hasbro, Lego, Funko, Hot Wheels, Rubies, Mad Engine, C-Life, Jay Franco, Global Brand Group, Kellogg’s, Hallmark Cards e American Greetings para vender mercadoria relacionada ao filme. Paul Gitter, vice-presidente sênio de licenciamento da Marvel na Disney Consumer Products disse que eles vão continuar licenciando os produtos de sucesso de Vingadores: Era de Ultron, e agora com foco na celebração de 75° aniversário do Capitão América, com a comercialização dos personagens recentes, como Máquina de Combate, Falcão, Visão, Viúva Negra e Pantera Negra. "A equipe de Vingadores é tanto aspiracional e extremamente comercializáveis, composto por multipolos heróis exclusivos, com veículos bacanas e sedes de alta tecnologia", disse Gitter. "Capitão América: Guerra Civil não traz apenas umas nova história para os nossos super-heróis favoritos, o filme também introduz novos personagens, nos permitindo expandir nossos produtos para as crianças e os fãs".<
No início de julho de 2015, a Marvel começou um companha de marketing viral para Homem-Formiga com Leslie Bibb reprisando seu papel como jornalista Christine Everhart da trilogia Homem de Ferro, com cenas em News Front, um programa ficcional de notícias. Neste telejornal veiculado no WHiH World — canal também apresentado em outros filmes do Universo Marvel —, Everhart discute os eventos que levaram aos acontecimentos de Capitão América: Guerra Civil fazendo umas espécie de ligação entre os filmes. A cena pós-crédito em Homem-Formiga contou com imagens já filmadas pelos irmãos Russo de Capitão América: Guerra Civil. A cena apresenta Wilson e Rogers com Bucky Barnes sob sua custódia, e incapazes de entrar em contato com Tony Stark devido "um acordo que impossibilitaria", Wilson menciona que ele "sabe de um cara", o que implica a Scott Lang. Feige revelou que a sequência de pós-crédito seria visto em Guerra Civil, no entanto, apareceria "com leves diferenças... alguns ângulos diferentes". Sebastian Stan disse que a cena foi filmada no início de maio de 2015, e iria aparecer no meio do longa. As primeiras imagens do filme estreou em agosto de 2015 na D23 Expo. Cenas adicionais foram mostradas em setembro de 2015, na Asia Pop Comic Convention. As imagens da D23 Expo e Asia Pop Comic Convention receberam respostas esmagadoramente positivas por parte das audiências.
O primeiro trailer do filme estreou no Jimmy Kimmel Live! em 25 de novembro de 2015 e em questão de horas ficou no topo dos trending topic no Twitter. Marvel vinculou o teaser em plataformas de vídeo na Internet, acumulando 61 milhões de visualizações nas primeiras 24 horas, superando os 34 milhões de visualizações de Vingadores: Era de Ultron em 2014. Scott Mendelson da Forbes observou que, com base no conteúdo do trailer, o filme estava sendo "vendido como Capitão América 3, ao contrário de Vingadores 2.5 ou "Homem de Ferro 4", o que poderia ajudar a manter as expectativas de bilheteria do filme em cheque.
O segundo trailer, lançado em 10 de março de 2016, foi amplamente comentado pela internet, principalmente devido a primeira aparição do Homem-Aranha no Universo Cinematográfico Marvel. O vídeo atingiu mais de 100 milhões de visualizações em menos de 24 horas, se tornando o segundo mais visto dentro desse período, atrás apenas de Star Wars: O Despertar da Força.

## Recepção

### Desempenho comercial
Capitão América: Guerra Civil arrecadou US$ 408,1 milhões nos Estados Unidos e Canadá e US$ 745,2 milhões em outros territórios, totalizando US$ 1,153 bilhão. Em 10 de maio de 2016, o filme arrecadou US$ 737,8 milhões, superando todo o faturamento teatral de The Winter Soldier (US$ 714,4 milhões). Tornou-se o filme de maior bilheteria de 2016, o quarto filme de super-heróis de maior bilheteria de todos os tempos e o terceiro filme de maior bilheteria doméstica em 2016, atrás de Rogue One: A Star Wars Story e Finding Dory. A Deadline Hollywood calculou o lucro líquido do filme em US$ 193,4 milhões, contabilizando orçamentos de produção, marketing, participações de talentos e outros custos; as receitas de bilheteria e as receitas de mídia doméstica colocaram-no em oitavo lugar na lista dos "blockbusters mais valiosos" de 2016.

### Resposta da crítica
O agregador de resenhas Rotten Tomatoes relatou um índice de aprovação de 91%, obtendo uma pontuação média de 7,7/10, com base em 430 resenhas para o filme; seu consenso crítico diz: "Capitão América: Guerra Civil inicia a próxima onda de filmes da Marvel com um blockbuster de super-heróis cheio de ação, ostentando um enredo decididamente não caricatural e a coragem de explorar temas instigantes". No Metacritic, que usa uma média ponderada para avaliações, atribuiu uma pontuação 75/100 com base em 53 críticas, indicando "avaliações geralmente favoráveis". O público pesquisado pelo CinemaScore deu ao filme uma nota "A" em uma escala de "A+" a "F", enquanto o PostTrak relatou que os espectadores deram ao filme uma pontuação geral positiva de 88% e uma "recomendação definitiva" de 75%.
Justin Chang, da Variety, chamou-o de "o filme mais maduro e substantivo que já surgiu no Universo Cinematográfico Marvel". Sheri Linden do The Hollywood Reporter disse: "Chame isso de 'Guerra Civil' ou chame de extensão de marca; chame de 'Universo Cinematográfico' ou gigante corporativo - a última extravagância da Marvel promove a polinização cruzada de franquias de ação do estúdio em uma maneira que certamente satisfará os devotos". Kenneth Turan do Los Angeles Times disse: "Se você vive e respira Marvel, esta é uma das ofertas mais fortes do MCU. Se você é um espião vindo do frio, a resposta não é tão clara". A. O. Scott do The New York Times escreveu: "Capitão América: Guerra Civil não transcende de forma alguma as convenções do gênero. Pelo contrário: tem sucesso porque realmente não tenta".
Embora Nicholas Barber, da BBC, tenha dado ao filme uma crítica geralmente favorável, elogiando tanto seus visuais quanto suas sequências de ação, ele criticou o fato de que não havia "nenhuma razão convincente para qualquer um dos [Vingadores] estar de um lado ou o outro, e é por isso que sua inevitável briga parece um jogo de queimada no playground de uma escola". Mark Millar, escritor da história em quadrinhos original da "Guerra Civil" na qual o filme foi baseado, sentiu que o filme "teve uma boa abertura de vinte [minutos], mas honestamente não consigo me lembrar sobre o que era o filme"; ele também sentiu que faltou leviandade ao filme, especialmente considerando a formação dos irmãos Russo na comédia.

### Prêmios e indicações
| Ano  | Prêmio                              | Categoria                             | Indicados                   | Resultado |
| ---- | ----------------------------------- | ------------------------------------- | --------------------------- | --------- |
| 2016 | Critics' Choice Movie Award 2016    | Melhor Filme                          | Captain America: Civil War  | Indicado  |
| 2016 | Critics' Choice Movie Award 2016    | Melhor Ator em Filme de Ação          | Chris Evans                 | Indicado  |
| 2016 | Critics' Choice Movie Award 2016    | Melhor Atriz em Filme de Ação         | Scarlett Johansson          | Indicado  |
| 2016 | Teen Choice Award 2016              | Melhor Filme de Sci-fi ou Fantasia    | Captain America: Civil War  | Venceu    |
| 2016 | Teen Choice Award 2016              | Melhor Ator em Filme, Sci-Fi/Fantasy  | Chris Evans                 | Venceu    |
| 2016 | Teen Choice Award 2016              | Melhor Ator em Filme, Sci-Fi/Fantasy  | Robert Downey Jr.           | Indicado  |
| 2016 | Teen Choice Award 2016              | Melhor Atriz em Filme, Sci-Fi/Fantasy | Scarlett Johansson          | Indicado  |
| 2016 | Teen Choice Award 2016              | Química em filmes                     | Captain America: Civil War  | Indicado  |
| 2016 | Teen Choice Award 2016              | Ladrão de Cena                        | Tom Holland                 | Indicado  |
| 2016 | Teen Choice Award 2016              | Ladrão de Cena                        | Chadwick Boseman            | Indicado  |
| 2016 | Teen Choice Award 2016              | Melhor Vilão em Filme                 | Daniel Brühl                | Indicado  |
| 2016 | Teen Choice Award 2016              | Beijo na Boca                         | Chris Evans e Emily VanCamp | Indicado  |
| 2017 | People's Choice Award 2017          | Filme Favorito                        | Captain America: Civil War  | Indicado  |
| 2017 | People's Choice Award 2017          | Filme de Ação Favorito                | Captain America: Civil War  | Indicado  |
| 2017 | Empire Award 2017                   | Melhor Thriller                       | Captain America: Civil War  | Indicado  |
| 2017 | Empire Award 2017                   | Efeito Visual                         | Captain America: Civil War  | Indicado  |
| 2017 | Empire Award 2017                   | Melhor Novato                         | Tom Holland                 | Indicado  |
| 2017 | Empire Award 2017                   | Melhor Figurino                       | Captain America: Civil War  | Indicado  |
| 2017 | Nickelodeon Kids' Choice Award 2017 | Filme Favorito                        | Captain America: Civil War  | Indicado  |
| 2017 | Nickelodeon Kids' Choice Award 2017 | Ator de Cinema Favorito               | Chris Evans                 | Indicado  |
| 2017 | Nickelodeon Kids' Choice Award 2017 | Favorite Buttkicker                   | Chris Evans                 | Venceu    |
| 2017 | Nickelodeon Kids' Choice Award 2017 | Atriz de Cinema Favorita              | Scarlett Johansson          | Indicado  |
| 2017 | NAACP Image Award 2017              | Diretor em um Filme                   | Joe Russo                   | Indicado  |
| 2017 | NAACP Image Award 2017              | Melhor Ator Coadjuvante em Filme      | Chadwick Boseman            | Indicado  |
| 2017 | Prêmio NME 2017                     | Melhor Filme                          | Captain America: Civil War  | Indicado  |
| 2017 | Prêmio do Sindicato dos Atores 2017 | Melhor Elenco de Dublês em Filme      | Captain America: Civil War  | Indicado  |

## Especulações sobre sequências
Segundo Feige, Guerra Civil é a conclusão da trilogia Capitão América que começou com O Primeiro Vingador. Embora seja o último filme independente do Capitão América no contrato de Evans com a Marvel Studios, o ator declarou em setembro de 2015 que estava aberto a estender seu contrato além de Infinity War e Endgame, os filmes finais de seu contrato na época. Em novembro de 2018, Joe Russo disse que Evans "ainda não havia terminado" com o Capitão América depois de Endgame. Em novembro de 2019, quando questionado se iria repetir o papel do Capitão América, Evans respondeu: "Você nunca diz nunca. Eu amo o personagem. Não sei", e acrescentou: "Não é um 'não' difícil, mas também não é um 'sim' ansioso". Em janeiro de 2021, Evans estaria perto de assinar um acordo para reprisar o papel do Capitão América em pelo menos um projeto futuro. O envolvimento de Evans foi semelhante ao modo como Downey teve papéis coadjuvantes em outras franquias de filmes, como Guerra Civil, após concluir a série de filmes Homem de Ferro. Evans logo disse que a oferta era "novidade para [ele]". Seu potencial retorno seria em um projeto separado do quarto filme do Capitão América que estaria em desenvolvimento.